# Hip hop australiano
L'Hip hop australiano è una cultura nata nei primi anni 1980 e fortemente influenzata dalla radice hip hop statunitense importata via radio e via TV. Sin dai tardi anni 1990 un univoco stile locale si è sviluppato dando credibilità all'hip hop australiano soprattutto riguardo alla musica alternativa e all'underground.
Il primo disco di hip hop australiano ad essere pubblicato fu "16 Tons b/w Humber Mania Time" di Mighty Big Crime, per Virgin Records e Criteria Productions nel 1987, talmente simile nello stile ai Beastie Boys da essere imbarazzante. Il duo di Melbourne si sciolse di lì a poco, formando successivamente The Freaked Out Flower Children con Sophie Lee.
Tuttavia la prima pubblicazione degna di nota fu "Combined Talent" di Just Us nel 1988, un'altra importante uscita fu Knights Of The Underground Table (1992) di Def Wish Cast, che localmente ed in Europa ebbe un buon successo in termini commerciali. Sempre nel 1992, Postcards From the Edge of the Undersound fu pubblicato dai Sound Unlimited (conosciuti come Sound Unlimited Posse), per la Sony, e rimase l'unico disco pubblicato da una major discografica per buona parte della decade a partire dalla pubblicazione di Mighty Big Crime per Virgin.
Le differenze di accento tra statunitensi ed australiani, usata dagli MC locali come argomento dei brani, ha causato diverse odiose dispute all'interno della comunità hip hop australiana divisa tra autarchici ed imitatori dello stile statunitense. Tuttavia c'è una crescente tendenza degli artisti ad utilizzare l'accento locale e soprattutto argomenti più strettamente correlati alla cultura australiana.
L'hip hop australiano è parte di una scena underground fatta di poche hit di successo nell'ultimo decennio. Album e singoli sono  pubblicati da etichette indipendenti spesso dirette dagli stessi artisti autori dei dischi. Nonostante sia ancora lontano dal successo presso il grande pubblico, negli anni recenti l'hip hop australiano è cresciuto rapidamente in popolarità. Sulla scia di un crescente interesse per il genere l'influente radio Triple J ha introdotto il programma Hip Hop Show, condotto dall'artista Maya Jupiter, ed interamente dedicato ad hip hop and rap e di aiuto fondamentale anche alla crescita del movimento locale. Nel 2004, la Australian Record Industry Association ha introdotto una nuova categoria nell'annuale ARIA Music Awards: Best Urban Release, la cui prima edizione è andata a Koolism.
Il gruppo di maggior successo commerciale in Australia è gli Hilltop Hoods, giunti al disco di platino per il loro album The Calling e nel 2006 il loro album The Hard Road ha debuttato alla numero uno facendone il primo gruppo capace di questa impresa. Questo successo è stato imitato da 1200 Techniques, che ha vinto il disco d'oro per il suo album di debutto Choose One e si è fatto un'ottima reputazione come performer live. Il collettivo di Sydney The Herd ha raggiunto il successo con il secondo album An Elefant Never Forgets, contenente la controversa hit "77%" ed il singolo Burn Down The Parliament. The Cat Empire, gruppo specializzato in fusione di più stili inclusi l'hip hop ha a sua volta raggiunto un ottimo successo così come il produttore J Wess, già giocatore di pallacanestro, con il suo album di debutto The J Wess LP.
Obese Records is one of the biggest production labels within Australian hip hop.  Their CEO is MC Pegz and they have signed such artists as the Hilltop Hoods, Drapht, Reason, Bliss n Eso and the Funkoars to name just a few.
Nel 2005, il produttore cinematografico indipendente Oriel Guthrie porta un documentario al Melbourne International Film Festival, dove include scene di freestyle battle in Australia oltre che interviste con Hilltop Hoods, Def Wish Cast, DJ Peril, The Herd, Danielsan dei Koolism e Wicked Force Breakers.
Nel 2006, il programma della ABC Compass ha mandato in onda un documentario intitolato "The Mistry of Hip Hop" che esplorava il movimento culturale e la popolarità raggiunta dall'hip hop in Australia. Il documentario seguiva una settimana della vita di un MC di Melbourne chiamato Mistry, mostrando scene di tutte e quattro le discipline: DJing, MCing, writing e break dance.

### Etichette discografiche
- J-Crew Records: http://www.j-crewrecords.com/[collegamento interrotto]
- Nurcha Records: http://www.nurcharecords.com/ Archiviato il 25 ottobre 2006 in Internet Archive.
- Secret Music Records: http://www.secretmusic.com.au/
- Phat Records: https://web.archive.org/web/20060902193927/http://www.phatrecords.com.au/
- Solid State Recordings: https://web.archive.org/web/20051227000623/http://www.solidstaterecordings.com/

### Altro
http://www.acclaimmag.com/ Rivista Acclaim]
- Bliss N Eso, su myspace.com.
- Rivista Stealth, su stealthmag.com. URL consultato il 26 settembre 2006 (archiviato dall'url originale il 24 settembre 2006).
- Rivista Underrated, su underrated.com.au. URL consultato il 26 settembre 2006 (archiviato dall'url originale l'8 gennaio 2007).
- artisti su therapcella.com, su therapcella.com. URL consultato il 26 settembre 2006 (archiviato dall'url originale il 14 dicembre 2006).
- gruppi su therapcella.com, su therapcella.com. URL consultato il 26 settembre 2006 (archiviato dall'url originale il 14 dicembre 2006).
- dischi su therapcella.com, su therapcella.com. URL consultato il 26 settembre 2006 (archiviato dall'url originale l'8 settembre 2006).